# Collines de la Hesse rhénane

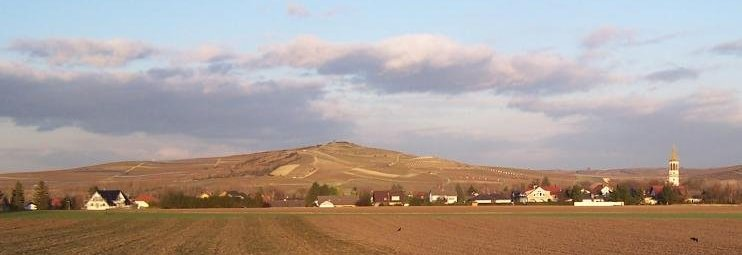
Une des multiples collines de la Hesse rhénane, le Petersberg

La région allemande des collines de la Hesse rhénane (surnommée le « pays des mille collines ») est située dans les arrondissements d'Alzey-Worms et de Mayence-Bingen, soit toute la région de la Hesse rhénane dans le Land de Rhénanie-Palatinat. Elle s'étend sur 1 400 km2.

## Géographie

### Situation

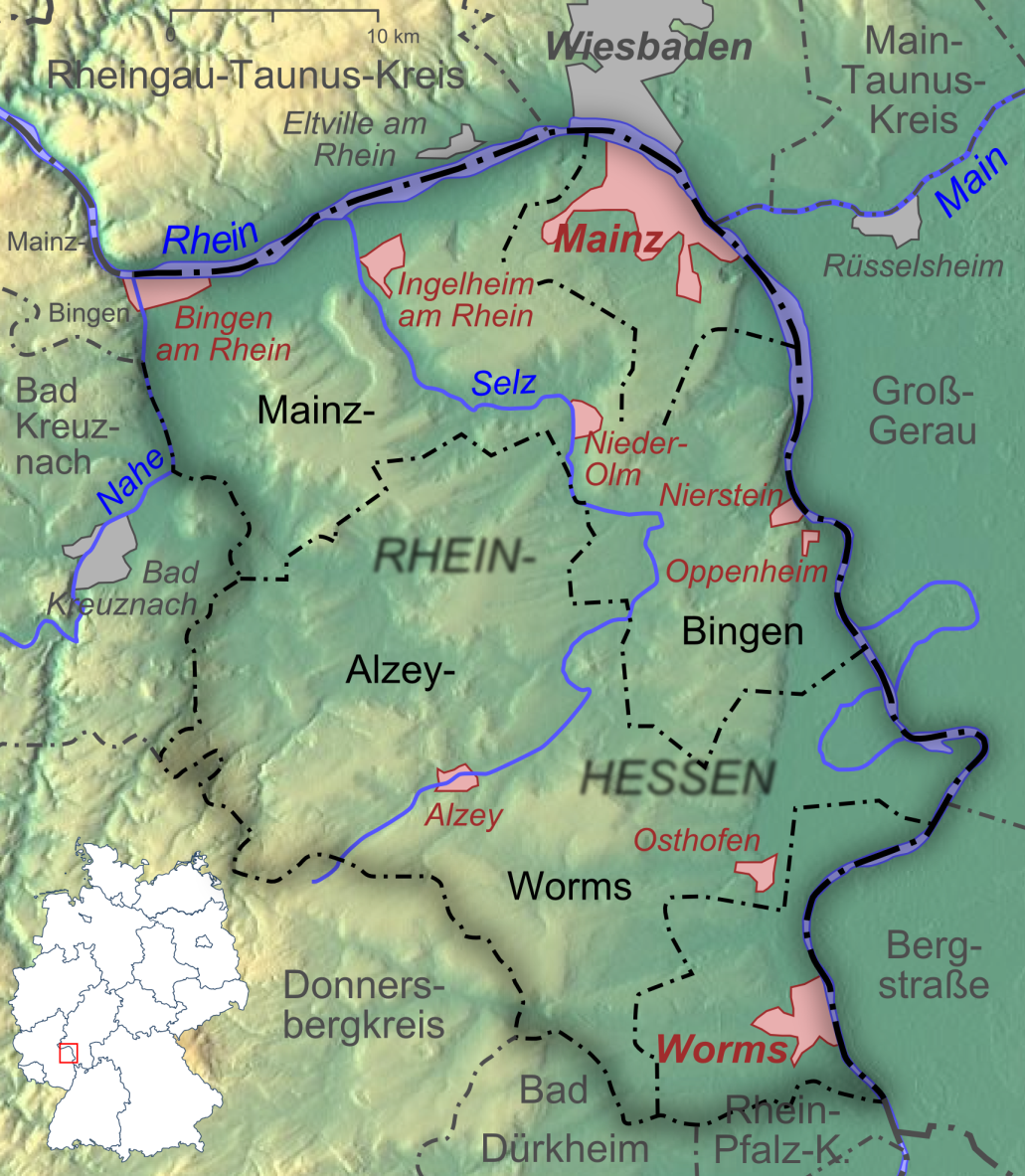
La Hesse rhénane, avec le coude du Rhin entre Mayence et Bingen.

Le paysage des collines de la Hesse rhénane s'étend sur toute la Hesse rhénane et appartient à la partie Nord du fossé rhénan et à la partie Est du Rhénanie-Palatinat. Ses frontières sont marquées par le Rhin à l'Est et au Nord, par le cours inférieur de la Nahe au Nord-ouest et celui du Eckbach au Sud-est. D'autres points marquants sont des villes : la capitale du Land de Rhénanie-Palatinat, Mayence, et Bingen au Nord, Bad Kreuznach (un peu à l'extérieur) et Alzey (un peu vers l'intérieur) sur la Selz (qui traverse la région) et Worms sur le Pfrimm et sur le Rhin au Sud-est. Les collines de l'Alzeyer Hügelland se trouvent dans la partie Sud. Plusieurs ruisseaux traversent en partie ou en totalité le paysage : le Selz, l'Appelbach, l'Eisbach, le Pfrimm et le Wiesbach.

## Aspect et géologie
Les collines de Hesse rhénane présentent moins de différences d'altitude que le paysage de l'Alzeyer Hügelland dans sa partie Sud. Les sols sont composés de lœss, de calcaire et de marne avec beaucoup d'argiles.
Le sous-sol remonte en grande partie au Tertiaire. Pendant cette période, la région de la Hesse rhénane d'aujourd'hui était recouverte par une mer. Plus tard s'y déposent des argiles et des sables, puis des calcaires qui marquent aujourd'hui la pente Nord de la Hesse rhénane près d'Ingelheim et Gau-Algesheim.
La région est la plus pauvre en forêt d'Allemagne et est avant tout tournée vers l'agricole, tout d'abord les vignobles.

## Collines
Quelques collines et hauteurs en mètre(m) au-dessus du référent NN,:
- Kappelberg (357,6 m)
- Eichelberg (320,3 m), près de Fürfeld
- Kloppberg (293,4 m), près de Hochborn et Dittelsheim-Heßloch
- Wartberg (285,2 m), avec Alzeyer Wartbergturm (275,3 m), au sud de Alzey
- Jakobsberg (273,8 m), entre Dromersheim, Laurenziberg et Ockenheim, avec le Prieuré de Jakobsberg
- Hornberg (273,3 m), près de Framersheim
- Napoleonshöhe (271,4 m), près de Sprendlingen et Zotzenheim
- Horn (271,0 m), dans le Rheinhessischen Schweiz entre Siefersheim et Neu-Bamberg,
- Wißberg (270,2 m), entre Gau-Bickelheim et Sankt Johann
- Michaelsberg (262,2 m), au Nordest de Spiesheim
- Teufelsrutsch (ca. 260 m), au Sud-ouest de Wendelsheim, à l'Ouest de Nack
- Mainzer Berg (249,1 m)
- Auf der Muhl (247,5 m), entre Mainz-Ebersheim, Nieder-Olm et Zornheim
- Westerberg (247,5 m)
- Petersberg (245,6 m), entre Gau-Odernheim et Bechtolsheim
- Rochusberg (244,9 m), entre Bingen am Rhein et Büdesheim avec la Chapelle Saint-Roch de Bingen(ca 242 m)
- Mühlberg (242,9 m), entre Mainz-Ebersheim et Nieder-Olm
- Rabenkopf (Rheinhessen) (200,4 m), près de Wackernheim
- Selzer Berg (237,1 m), entre Selzen et Sörgenloch
- Lerchenberg (max. 233,8 m)
- Schildberg (209,8 m), près de Sulzheim